# Xã Albert, Michigan
Xã Albert (tiếng Anh: Albert Township) là một xã thuộc quận Montmorency, tiểu bang Michigan, Hoa Kỳ. Năm 2010, dân số của xã này là 2.526 người.